# Tragocephala tournieri
Tragocephala tournieri är en skalbaggsart som beskrevs av Pierre Lepesme och Stefan von Breuning 1950. Tragocephala tournieri ingår i släktet Tragocephala och familjen långhorningar. Inga underarter finns listade i Catalogue of Life.